# Helichrysum ecklonis
Helichrysum ecklonis là một loài thực vật có hoa trong họ Cúc. Loài này được Sond. mô tả khoa học đầu tiên.